# Wolfville
Wolfville est une ville du comté de Kings en Nouvelle-Écosse au Canada. Elle est dans la vallée d'Annapolis et est le siège de l'université Acadia.

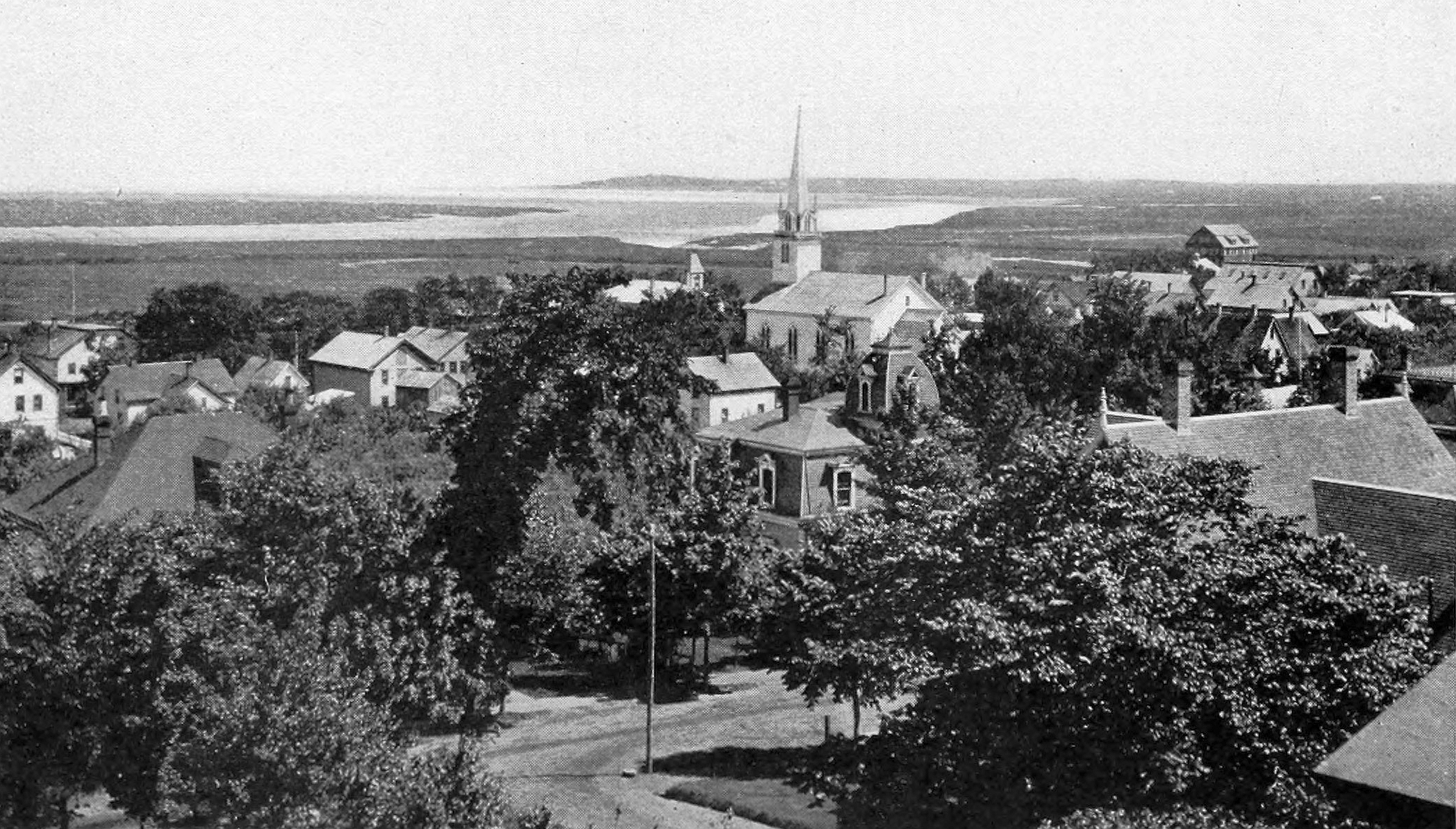
Wolfville en 1897

## Démographie
| 2001  | 2006  | 2011  | 2016  |
| ----- | ----- | ----- | ----- |
| 3 658 | 3 772 | 4 269 | 4 195 |

## Histoire
D'abord connu sous les noms de Mud Creek puis Horton, la ville est ensuite nommée Wolfville en l'honneur du juge Elisha DeWolf en 1830.

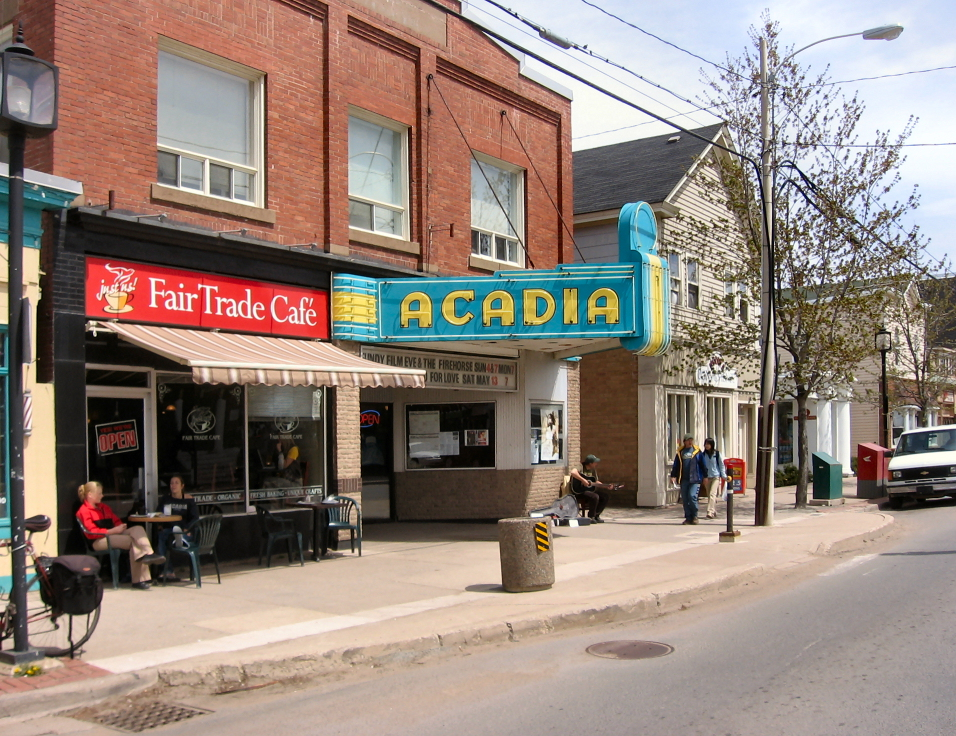
Wolfville au printemps de 2006

### Personnalités liées à la commune
- John Frederic Herbin (Windsor, 1860 - Wolfville, 1923), bijoutier, auteur, optométriste, homme politique et historien.
- Le peintre Alex Colville y a emménagé en 1973 et y est mort le 16 juillet 2013.